# Campionati europei di atletica leggera 2016 - 1500 metri piani femminili
La specialità dei 1500 metri piani femminili ai campionati europei di atletica leggera di Amsterdam 2016 si è svolta il 8 e 10 luglio 2016 all'Olympisch Stadion.

## Programma
| Data           | Ora   | Evento     |
| -------------- | ----- | ---------- |
| 8 luglio 2016  | 18:15 | Semifinali |
| 10 luglio 2016 | 17:45 | Finale     |

Ora locale (UTC+2)

## Risultati

### Semifinale
Le prime quattro atlete classificate in ogni gruppo (Q) e i successivi tre migliori tempi (q) si sono qualificati in finale.
| Class | Gruppo | Nome                          | Nazione       | Time    | Note |
| ----- | ------ | ----------------------------- | ------------- | ------- | ---- |
| 1     | 2      | Amela Terzić                  | Serbia        | 4:09.71 | Q    |
| 2     | 2      | Lucia Hrivnák Klocová         | Slovacchia    | 4:10.90 | Q    |
| 3     | 2      | Sofia Ennaoui                 | Polonia       | 4:10.99 | Q    |
| 4     | 2      | Sarah McDonald                | Gran Bretagna | 4:11.14 | Q    |
| 5     | 2      | Solange Andreia Pereira       | Spagna        | 4:11.48 | q    |
| 6     | 2      | Ingvill Måkestad Bovim        | Norvegia      | 4:11.54 | q    |
| 7     | 2      | Maren Kock                    | Germania      | 4:11.67 | q    |
| 8     | 2      | Margherita Magnani            | Italia        | 4:11.78 | q    |
| 9     | 2      | Florina Pierdevara            | Romania       | 4:12.37 |      |
| 10    | 1      | Sifan Hassan                  | Paesi Bassi   | 4:13.45 | Q    |
| 11    | 1      | Angelika Cichocka             | Polonia       | 4:13.47 | Q    |
| 12    | 1      | Ciara Mageean                 | Irlanda       | 4:13.61 | Q    |
| 13    | 1      | Marta Pen                     | Portogallo    | 4:13.74 | Q    |
| 14    | 1      | Daryia Barysevich             | Bielorussia   | 4:14.06 |      |
| 15    | 1      | Danuta Urbanik                | Polonia       | 4:14.86 |      |
| 16    | 2      | Anastasia-Panayiota Marinakou | Grecia        | 4:16.53 |      |
| 17    | 1      | Marta Pérez                   | Spagna        | 4:17.24 |      |
| 18    | 1      | Melissa Courtney              | Gran Bretagna | 4:18.74 |      |
| 19    | 1      | Claudia Bobocea               | Romania       | 4:18.98 |      |
| 20    | 1      | Liina Tšernov                 | Estonia       | 4:29.47 |      |
| -     | 1      | Nataliya Pryshchepa           | Ucraina       | dnf     |      |

### Finale
| Class   | Nome                    | Nazione       | Tempo   | Note |
| ------- | ----------------------- | ------------- | ------- | ---- |
| Oro     | Angelika Cichocka       | Polonia       | 4:33.00 |      |
| Argento | Sifan Hassan            | Paesi Bassi   | 4:33.76 |      |
| Bronzo  | Ciara Mageean           | Irlanda       | 4:33.78 |      |
| 4       | Ingvill Måkestad Bovim  | Norvegia      | 4:34.15 |      |
| 5       | Marta Pen               | Portogallo    | 4:34.41 |      |
| 6       | Maren Kock              | Germania      | 4:34.54 |      |
| 7       | Sofia Ennaoui           | Polonia       | 4:34.84 |      |
| 8       | Solange Andreia Pereira | Spagna        | 4:34.88 |      |
| 9       | Sarah McDonald          | Gran Bretagna | 4:34.93 |      |
| 10      | Lucia Hrivnák Klocová   | Slovacchia    | 4:35.61 |      |
| 11      | Margherita Magnani      | Italia        | 4:36.51 |      |
| 12      | Amela Terzić            | Serbia        | 4:37.70 |      |